# Zweinutzungsrasse

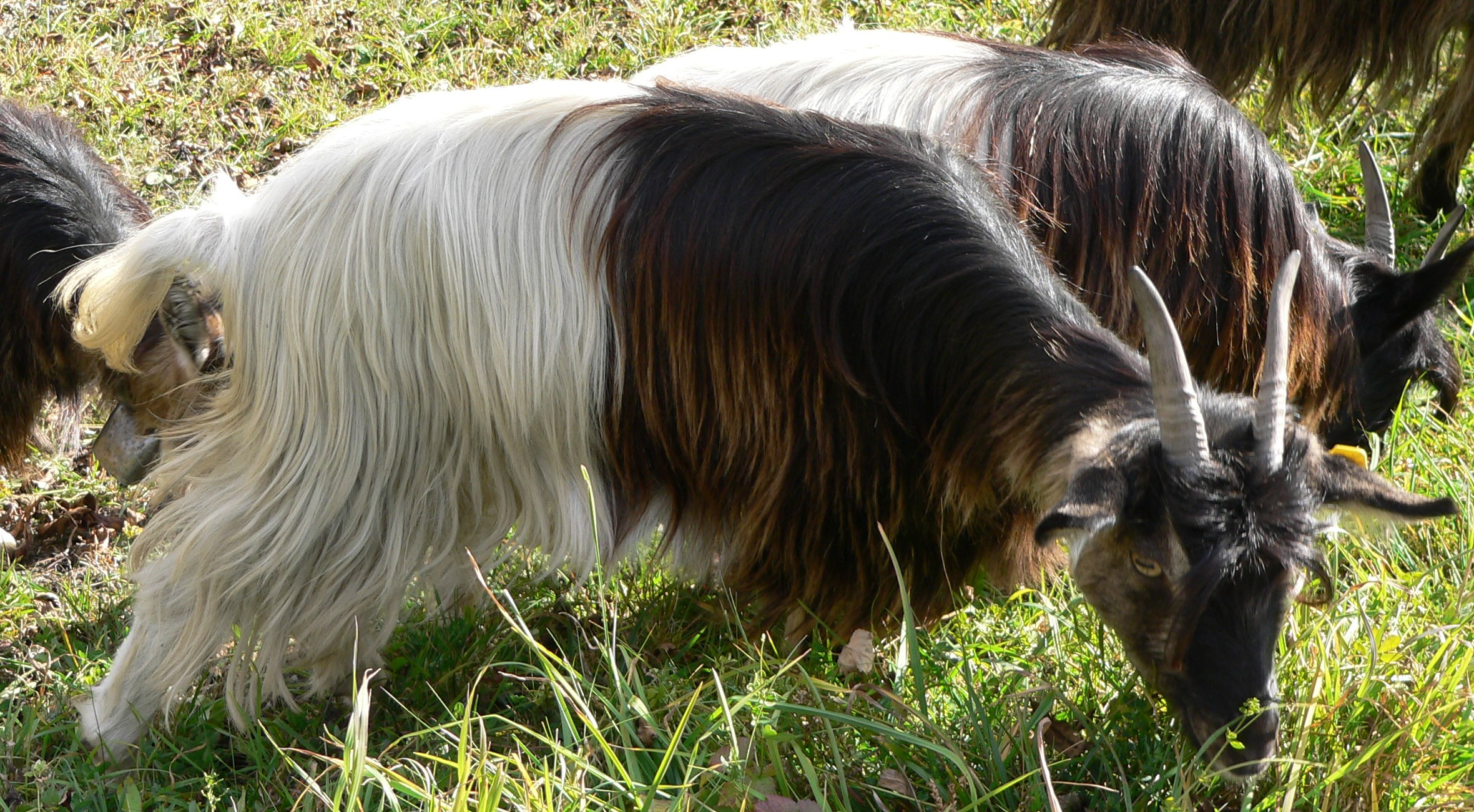
Walliser Schwarzhalsziege – diese Art hat sowohl eine hohe Milchleistung als auch eine gute Mastfähigkeit

Als Zweinutzungsrasse oder Doppelnutzungsrasse bezeichnet man in der Landwirtschaft Haustierrassen, die nicht einseitig auf ein Leistungsmerkmal gezüchtet sind (Einnutzungsrasse). Typisches Beispiel hierfür ist das Fleckvieh, das in Mitteleuropa gleichermaßen zur Fleischerzeugung wie zur Milchproduktion genutzt wird. Auch bei Hausschaf- und -ziege ist die Zweinutzungsrasse typisch. Bei Geflügel bezeichnen Zweinutzungsrassen Haustierarten, die leistungsstark sowohl in der Eier- als auch der Fleischproduktion sind.
Zweinutzungsrassen sind meist alte Landrassen. Sie sind ein Merkmal der traditionellen Landwirtschaft, als man für die eigene Versorgung eine möglichst vielfältige Nutzung anstrebte. Die Spezialisierung auf einzelne Leistungsmerkmale setzte im 18. Jahrhundert in England ein, als Züchter wie Robert Bakewell lokale Rassen, die vorwiegend in der Subsistenzwirtschaft eine Rolle spielten, durch eine selektive Auswahl von qualitativ hervorstechenden Elterntieren gezielt auf einzelne Leistungsmerkmale verbesserte.
Die heutige Hochleistungszucht geht dagegen in Richtung Spezialisierung. Zweinutzungsrassen gelten als zu wenig effektiv, sowohl in der einen als auch in der anderen Richtung. Viele alte Haustierrassen, die die Merkmale der zweifachen Nutzung aufweisen, sind daher heute in ihrem Fortbestand bedroht.
Neben Zweinutzungsrassen gibt es bei den Säugetieren auch Dreinutzungsrassen.
Beispielhafte Zweinutzungsrassen sind:
- Hausrind
  - Fleckvieh
  - Eringer Rind
  - Jurinoer Rind
  - Tuxer Rind
  - Irish Moiled

- Hausschaf
  - Merinofleischschaf
  - Bentheimer Landschaf
  - Tiroler Steinschaf
  - Shropshire-Schaf
  - Wensleydale

- Hausziege (da Ziegen in der modernen Landwirtschaft kaum eine Rolle spielen, sind viele Ziegenarten Zweinutzungsrassen)
  - Erzgebirgsziege
  - Tauernscheckenziege
  - Pfauenziege
  - Walliser Schwarzhalsziege

- Haushuhn
  - Australorp
  - Deutsches Reichshuhn
  - Deutsches Lachshuhn
  - Lakenfelder Huhn
  - Sulmtaler
  - Sundheimer
  - Schweizerhuhn
  - Sussex
  - Vorwerkhuhn
  - Welsumer

Siehe auch:
- Liste von Schafrassen
- Liste von Ziegenrassen
- Liste von Hühnerrassen
- Liste gefährdeter Nutztierrassen

## Einzelbelege
1. ↑  Robert Bakewell (1725–1795). BBC History, abgerufen am 25. Mai 2015.